# Dichotella gemmacea
Dichotella gemmacea is een zachte koraalsoort uit de familie Ellisellidae. De koraalsoort komt uit het geslacht Dichotella. Dichotella gemmacea werd in 1857 voor het eerst wetenschappelijk beschreven door Milne Edwards & Haime. 